# 劉克學
劉克學（1523年—？年），字子行，號虚谷，四川成都府漢州什邡縣人，民籍。

## 生平
正月十九日生，行二，治《書經》，由縣學生中式四川鄉試第二十二名舉人，年二十八歲中式嘉靖二十九年（1550年）庚戌科會試第五十二名，第三甲第七十八名進士。授浙江德清县知县，三十五年正月考察以不职閑住。

## 家族
曾祖劉昱；祖劉琴輔；父劉鈞，監生；母楊氏。慈侍下，妻王氏，兄克孝，弟克孚；克孳。